# شورية التلال
شورية التلال (الاسم العلمي:Shorea collina) هي نوع غير مؤكد من النباتات تتبع جنس الشورية من فصيلة مجنحية الثمر.